# 四国名鉄運輸
四国名鉄運輸株式会社（しこくめいてつうんゆ、Shikoku Meitetsu Transport Co.,Ltd.）は、愛媛県松山市に本社を置く日本の陸運会社である。主に四国を営業範囲としており、四国の運輸会社では最大規模の会社である。
かつては信州名鉄運輸同様、他の○○（地域名）名鉄運輸のような名鉄NX運輸の子会社ではなく、名古屋鉄道（名鉄）の子会社であったが、名鉄トラックグループ再編の一環として、2011年（平成23年）に名鉄運輸が名古屋鉄道の保有する株式を取得して連結子会社化した。 

## 沿革
- 1942年（昭和17年） - 松山の運送会社5社が経営統合し「中予運送株式会社」として設立。貨物運送事業を開始。
- 1950年（昭和25年） - 伊豫鉄道（現：伊予鉄グループ）が資本参加。一般路線自動車運送事業を開始。
- 1961年（昭和36年） - 松山～大阪路線の免許取得。
- 1965年（昭和40年） - 名古屋鉄道が資本参加。同時に名鉄運輸と業務提携。
- 1966年（昭和41年） - 本社を愛媛県松山市大手町から松山市南斎院へ移転。
- 1967年（昭和42年） - 「四国名鉄運輸株式会社」に商号を変更。
- 1969年（昭和44年） - 松山～名古屋路線の免許取得。
- 1970年（昭和45年） - 松山～東京路線の免許取得。熊本路線の免許取得。
- 1971年（昭和46年） - 航空貨物の取り扱いを開始。
- 1983年（昭和58年） - 名鉄運輸・信州名鉄運輸・四国名鉄運輸3社による新輸送管理システム運用開始。
- 1985年（昭和60年） - 電気通信事業法に基づく一般二種電気通信事業者の認可。
- 1988年（昭和63年） - 分社化により徳島名鉄急配株式会社を設立。
- 1989年（平成元年） - 香川県に中讃物流センターを開設。
- 1992年（平成4年） - 本社横にコンピュータビル完成。分社化により松山名鉄急配株式会社を設立。
- 1997年（平成9年） - 分社化により、高知名鉄急配株式会社を設立。
- 1999年（平成11年） - 分社化により南予名鉄急配株式会社を設立。産業廃棄物収集運搬の取扱開始。
- 2004年（平成16年） - 通関業を開始。
- 2005年（平成17年） - 松山ロジスティクスセンター開設。
- 2007年（平成19年） - 東予航空営業所を新設。
- 2011年（平成23年） - 名鉄運輸が名古屋鉄道の保有する株式を取得し、連結子会社化。
- 2012年（平成24年） - 姫路営業所を開設。
- 2014年（平成26年） - 今治倉庫営業所を開設。丸亀支店を開設。
- 2015年（平成27年） - SEJ船橋倉庫営業所を開設。SEJいわき倉庫営業所を開設。
- 2018年（平成30年） - 東予営業所を開設。
- 2020年（令和2年） - 西条みらい倉庫営業所を開設。

## 関連会社
- 四国名鉄運送株式会社
- 徳島名鉄急配株式会社
- 松山名鉄急配株式会社
- 南予名鉄急配株式会社
- 高知名鉄急配株式会社